# مزرعه ایشقلو
مزرعه ایشقلو یک منطقهٔ مسکونی در ایران است که در دهستان آجرلوی شرقی واقع شده‌است.